# Helsungen
Helsungen ist der Name eines Gebietes, das zu der Stadt Blankenburg gehört. Es liegt in einer Sohle an der Teufelsmauer zwischen Blankenburg (Harz), Timmenrode, Westerhausen und dem Blankenburger Ortsteil Börnecke.

## Geschichte
Der Begriff Helsungen („Hel sungen“) bedeutet auf Hochdeutsch Höllengesang.
Helsungen gehörte bereits 1152 zu den Besitzungen des Klosters Michaelstein und wurde 1173 und 1210 als Gutshof (dominicale, grangia) bezeichnet. Zur Zeit der Reformation befand es sich in den Händen eines gewissen Hans Suttorf, der gewöhnlich Hans von Helsungen genannt wurde. In den folgenden Jahren um 1567 wechselte das Gut Helsungen zwischen dem Kloster Michaelstein und dem Rat der Stadt Blankenburg.
1575 trat der Rat das Gut im Tausch mit dem Klosterholz Eichenberg wieder an das Kloster Michaelstein ab, welches 1589 jedoch wieder an den Rat verkauft wurde. In den folgenden Jahrhunderten erfolgte eine stetige Urbarmachung und Gewinnung von Ackerland bis hin zur ehemaligen Ortschaft Kallendorf und in Richtung Heidelberg.
Anfang 2011 wohnten 22 Einwohner auf diesem Gebiet. Lage und Landschaft ziehen mehr und mehr Menschen zum Wandern an. Hervorzuheben ist der Gasthof Helsunger Krug. Heutzutage ist der ehemalige Gutshof bewohnt. Die alten Mauern sind immer noch gut erhalten.
Koordinaten: 51° 47′ N, 11° 0′ O